# Skidmossor
Skidmossor (Anthocerotaceae) är en familj av bladmossor som beskrevs av Dumort. corr. Trevis. emend Hässel. Enligt Catalogue of Life ingår Skidmossor i ordningen Anthocerotales, klassen Anthocerotopsida, divisionen bladmossor och riket växter, men enligt Dyntaxa är tillhörigheten istället ordningen Anthocerotales, klassen Anthocerotopsida, divisionen nålfruktsmossor och riket växter. Enligt Catalogue of Life omfattar familjen Anthocerotaceae 11 arter.
Skidmossor är enda familjen i ordningen Anthocerotales.
Kladogram enligt Catalogue of Life och Dyntaxa:
| Skidmossor | \| \| Anthoceros \| \| \| \| \| \| Folioceros \| \| \| \| \| \| Sphaerosporoceros \| \| \| \| |
|            | \| \| Anthoceros \| \| \| \| \| \| Folioceros \| \| \| \| \| \| Sphaerosporoceros \| \| \| \| |
|            | Anthoceros                                                                                    |
|            |                                                                                               |
|            | Folioceros                                                                                    |
|            |                                                                                               |
|            | Sphaerosporoceros                                                                             |
|            |                                                                                               |

## Bildgalleri

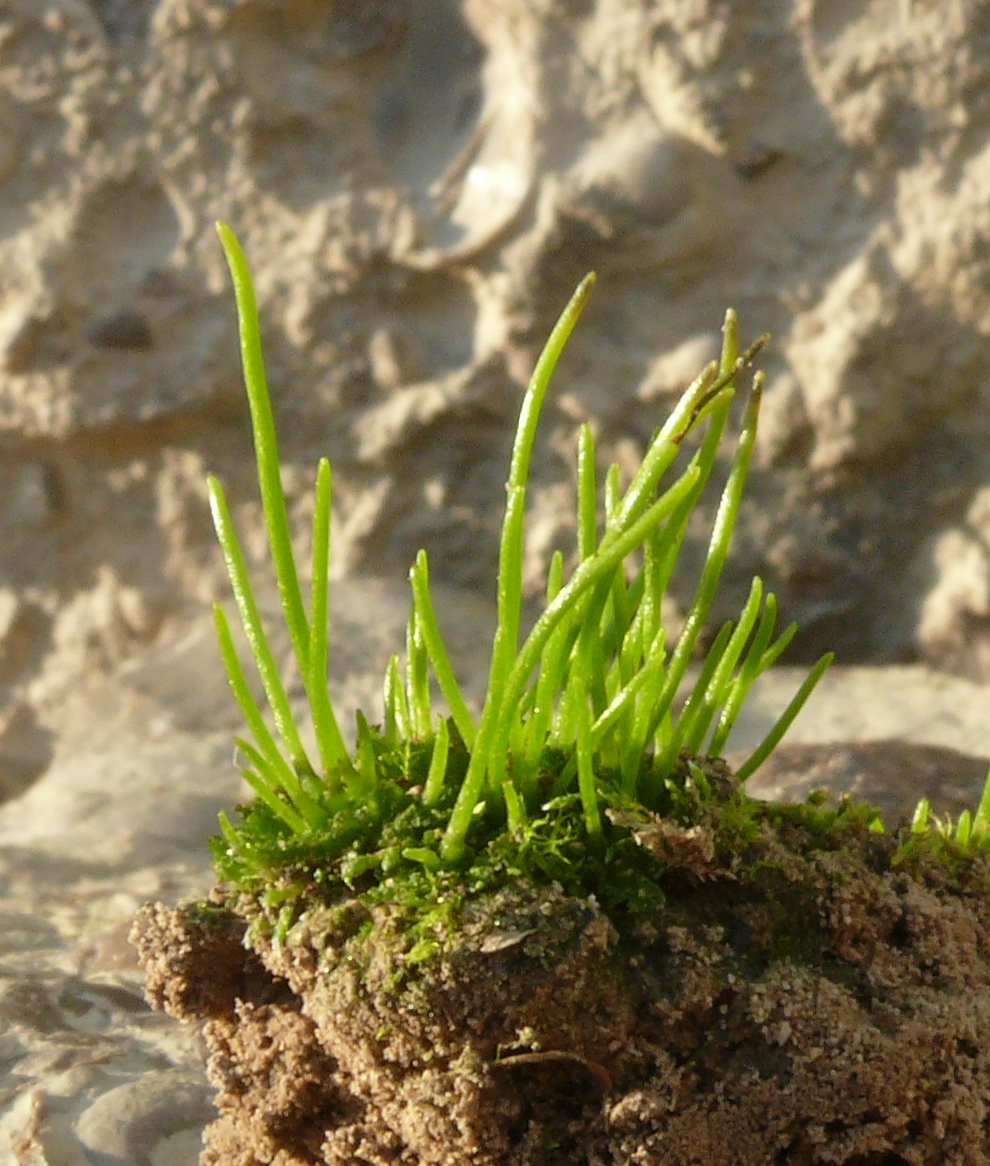